# Сван, Оскар
Оскар Гомер Сван (швед. Oscar Gomer Swahn; 20 октября 1847, Танум, Гётеборг-Бохус — 1 мая 1927, Стокгольм) — шведский стрелок, трёхкратный олимпийский чемпион. Старейший чемпион и старейший призёр в истории Олимпийских игр. Отец трёхкратного олимпийского чемпиона Альфреда Свана.

## Спортивная биография
Участник трёх Олимпийских игр — 1908, 1912 и 1920 годов, обладатель трёх золотых, одной серебряной и двух бронзовых медалей.
Когда в 1908 году Сван выиграл свою первую золотую олимпийскую медаль, ему было уже более 60 лет. Однако это не сделало его старейшим олимпийским чемпионом — ирландец Джошуа Миллнер, выигравший тогда же соревнования по стрельбе из произвольной винтовки на 1000 ярдов, был на несколько месяцев старше Свана. Лишь через 4 года 64-летний Сван, победив в составе шведской сборной в стрельбе по «бегущему оленю» одиночными выстрелами со 100 метров, стал старейшим олимпийским чемпионом в истории, оставаясь им и по сей день.
Оскар является также самым возрастным призёром Олимпийских игр: в возрасте 72 лет на Олимпиаде 1920 года он выиграл серебро.
Не смог выступить на Олимпиаде 1924 года в Париже в связи с болезнью.

## Интересные факты
- На Олимпиаде 1912 года в Стокгольме, когда Оскар Сван выиграл бронзу в стрельбе по «бегущему оленю» двойными выстрелами со 100 метров, шведы заняли первые 9 мест в этой дисциплине. Лишь 10-м стал французский барон Шарль де Жобер.
- Отец и сын Сваны соревновались вместе на трёх Олимпиадах (1908, 1912 и 1920), при этом каждый завоевал по 6 медалей. В 1924 году на Олимпиаде в Париже, когда Оскар уже не выступал, Альфред выиграл ещё 1 серебро и 2 бронзы. Это сделало отца и сына Сванов с 15 медалями самой успешной династией в истории Олимпиад.
- Оскар Сван запомнился не только великолепной стрельбой, но и определёнными странностями: он всегда носил длинные волосы и бороду, стрелял только в чёрном пальто и шляпе. Оставлял себе только золотые медали, а остальные выбрасывал или дарил первому встречному[4].
- Оскар Сван был более чем на 15 лет старше инициатора олимпийского движения барона де Кубертена.